# Tortula solmsii
Tortula solmsii là một loài Rêu trong họ Pottiaceae. Loài này được (Schimp.) Limpr. miêu tả khoa học đầu tiên năm 1890.